# NGC 6949
NGC 6949 (другие обозначения — PGC 65010, UGC 11600, MCG 11-25-1, ZWG 325.2, IRAS20343+6437) — галактика в созвездии Цефей.
Этот объект входит в число перечисленных в оригинальной редакции «Нового общего каталога».
В галактике вспыхнула сверхновая SN 2004fu типа Ia, её пиковая видимая звездная величина составила 16,8.